# John Getz
John William Getz (Davenport (Iowa), 15 oktober 1946) is een Amerikaans acteur. 

## Biografie
Getz komt uit een gezin met vier kinderen. Hij studeerde aan de University of Iowa in Iowa City, waar hij ook begon met acteren. Getz was van 1987 tot en met 1996 getrouwd, waaruit hij een dochter kreeg.

## Carrière
Getz maakte in 1975 zijn debuut op het grote scherm in The Happy Hooker, naar de gelijknamige biografie van Xaviera Hollander. Sindsdien speelde hij in meer dan 25 films.
Behalve in films, is Getz ook te zien in een aantal televisieseries. In meer dan veertig titels verschijnt hij in een eenmalige gastrol. In series als MacGruder and Loud (1985, veertien keer) en Maggie (1998-1999, dertien keer) speelde Getz zijn vaakst terugkerende personages. 

## Filmografie

### Films
Selectie:
- 2023: The Dead Don't Hurt - als reverend Simpson
- 2016: Certain Women - als sheriff Rowles
- 2015: Trumbo - als Sam Wood
- 2011: Elevator - als Henry Barton
- 2010: The Social Network – als Sy
- 2008: Superhero Movie – als gekke editor
- 2007: Zodiac – als Templeton Peck
- 1991: Curly Sue – als Walker McCormick
- 1991: Don't Tell Mom the Babysitter's Dead – als Gus
- 1989: Born on the Fourth of July – als marine majoor in Vietnam
- 1989: The Fly II – als Stathis
- 1986: The Fly – als Stathis Borans
- 1984: Blood Simple – als Ray

### Televisieserie
Selectie:
- 2023 The Last of Us - als Edelstein - 2 afl.
- 2020-2021 Doom Patrol - als Paul Trainor - 4 afl.
- 2018-2020 Dirty John - als Dwight / Doug Layton - 5 afl.
- 2016-2018 Timeless - als Benjamin Cahill - 9 afl.
- 2018 American Horror Story: Apocalypse - als mr. St. Pierre Vanderbilt - 2 afl.
- 2017-2018 Bosch - als Walker - 13 afl.
- 2016-2017 Transparent - als Donald - 4 afl.
- 2017 Better Call Saul - als voorzitter van bestuur - 2 afl.
- 2014-2017 Homeland - als Joe Crocker - 4 afl.
- 2014 Halt and Catch Fire - als Joe McMillan sr. - 2 afl.
- 2013 Nikita - als senator Ed Chappell - 2 afl.
- 2006-2007 Day Break – als rechter Tobias Booth – 5 afl.
- 2004-2006 The King of Queens – als mr. Dugan – 3 afl.
- 2003 Joan of Arcadia – als Gabe Fellowes – 6 afl.
- 1998-1999 Maggie – als dr. Arthur Day – 13 afl.
- 1995-1996 Ned and Stacey – als Les McDowell – 6 afl.
- 1987 Mariah – als Ned Sheffield – 7 afl.
- 1985 Macgruder and Loud – als Malcolm MacGruder – 14 afl.
- 1984 Suzanne Pleshette Is Maggie Briggs – als Geoff Bennett – 5 afl.
- 1977 Rafferty – als dr. Daniel Gentry – 10 afl.
- 1974-1975 Another World – als Neil Johnson - ? afl.

- Biblioteca Nacional de España: XX1640960
- Bibliothèque nationale de France: cb140247319 (data)
- Gemeinsame Normdatei: 173833284
- International Standard Name Identifier: 0000 0001 0890 2744
- Library of Congress Control Number: no97030637
- Nationale Bibliotheek van Tsjechië: mub2013750936
- Nationale Bibliotheek van Israël: 987007400496605171
- Nationale Bibliotheek van Polen: a0000001712939
- Nederlandse Thesaurus van Auteursnamen: 267752253
- SNAC: w64b3x18
- Système universitaire de documentation: 05966181X
- Virtual International Authority File: 39575942
- WorldCat: E39PBJxGWPrV3gBj9y7f3yhCQq